# Timothy Freire
Timothy Freire (1991) is een Belgische voetballer, die als aanvaller uitkomt voor Genker VV
Op de eerste speeldag van seizoen 2013-2014 mocht hij invallen in de 79e minuut voor Sam Vanaken en speelde zo zijn eerste minuten in een officiële wedstrijd van Lommel United.

## Statistieken
| Seizoen         | Club                | Competitie      | Competitie | Competitie | Play-offs | Play-offs | Beker | Beker | Totaal | Totaal |
| Seizoen         | Club                | Competitie      | Wed.       | Dlp.       | Wed.      | Dlp.      | Wed.  | Dlp.  | Wed.   | Dlp.   |
| --------------- | ------------------- | --------------- | ---------- | ---------- | --------- | --------- | ----- | ----- | ------ | ------ |
| 2011-2012       | Bocholter VV        | Derde klasse    | 29         | 1          | 1         | 0         | 0     | 0     | 30     | 1      |
| 2012-2013       | KESK Leopoldsburg   | Vierde klasse C | 34         | 16         | 2         | 0         | ?     | ?     | 36     | 16     |
| 2013-2014       | Lommel United       | Tweede klasse   | 1          | 0          | 0         | 0         | 0     | 0     | 1      | 0      |
| 2013-2014       | → KESK Leopoldsburg | Vierde klasse C | 10         | 4          | 0         | 0         | 0     | 0     | 10     | 4      |
| 2014-2015       | Spouwen-Mopertingen | Vierde klasse C | 0          | 0          | 0         | 0         | 1     | 0     | 1      | 0      |
| 2015-2016       | KFC Oosterzonen     | Derde klasse B  | 0          | 0          | 0         | 0         | 0     | 0     | 0      | 0      |
| Carrière totaal | Carrière totaal     | Carrière totaal | 74         | 21         | 3         | 0         | 1     | 0     | 78     | 21     |